# 第9裝甲師 (東德)
第9裝甲師「海因茲·霍夫曼」（德語：9. Panzerdivision „Heinz Hoffmann“）是東德國家人民軍的一個裝甲師，為該國當時的主力部隊之一，於1986年2月24日冠上了當時國防部長卡爾-海因茲·霍夫曼之名。